# Турийская эра
Турийская Эра (англ. Thurian Age) — вымышленная Робертом Говардом эпоха, в которой жил его герой Кулл. Она предшествовала Хайборийской эре, в которой действовал другой персонаж Говарда — Конан-варвар.

Эпоха была названа в честь Турии — главного континента, так как хотя существуют и другие земли, такие как Атлантида и неназванный Восточный континент, цепи островов, но большая часть Земли — это неизведанная дикая местность, населяемая рассеянными кланами и племенами примитивных дикарей.— Роберт Говард. Хайборийская эра
Турийская эра закончилась Большим катаклизмом, произошедшим через поколения после времён Кулла. В ходе катаклизма часть стран ушла под воду, часть земель поднялась из моря, а остальные были опустошены землетрясениями и вулканами. Цивилизация была разрушена, и оставшиеся в живых пытались построить новую культуру (пикты и атланты), но войны и Малый Катаклизм, создавший Хайборийское море Вилайет, разрушил последние остатки цивилизации Турийской эры.

## Семь Империй и другие королевства Турии
Шесть королевств доминируют над главным континентом Турия. Все они говорят на схожих языках и, возможно, имеют общее происхождение. К востоку от этих королевств простирается обширная пустыня. Эти шесть королевств (Валузия, Верулия, Грондар, Камелия, Коммория и Туле) — часть Семи Империй, хотя седьмого участника никогда не называют.
После Катаклизма жители одного из королевств (не Валузии), становится людьми земри, которые станут основателями королевства Замора.

### Валузия
Королевство, расположенное на западе континента Турия. Самое старое государство из Семи Империй. Первоначально оно было создано и управлялось змеелюдьми, пока они не были свергнуты их человеческими рабами. Змеелюди попытались, используя иллюзорную магию, из-за кулис управлять новым человеческим королевством Валузия, но они были снова побеждены в тайной войне. Они основали Культ Змея, чтобы достичь той же цели снова и почти победили. Их власть была, однако, в конечном счете разрушена Куллом, могучим варваром, силой добывшим корону Валузии.
Валузия испытывала нападения со стороны лемурийских пиратов и атлантов.
Также, Валузия упоминается у Лавкрафта, в рассказе «Скиталец тьмы» и повести «Хребты безумия».

### Верулия
После свержения Борны его дальний родич Гомла укрылся в Верулии. Был организован заговор по свержению Кулла, а на помощь заговорщикам был направлен полководец Верулии Фондар.

Верулианское вероломство давно стало притчей во языцех.— Роберт Говард. Мечи Пурпурного Царства

### Грондар
Самое восточное королевство из Семи Империй, с востока оно было ограничено рекой Страгос, за которой находились бесконечные пустыни. Жители Грондара считались соседями менее культурными, чем жители других королевств.

Орды язычников-грондарцев иногда совершали набеги на Туранию и соседние малые государства, проходя по ним огнём и мечом, поэтому западные границы царства зорко охранялись — причём не грондарцами, а их обеспокоенными соседями.— Роберт Говард. Предрассветные всадники
В конце правления Борны и начале правления Кулла произошла валузийско-грондарская война, в ходе которой Грондар был разбит.

### Зарфхаана
Империя, расположенная на восток от Валузии. Граница государств проходила в горах Зальгары и в Камунианфской пустыне. Расположена севернее Турании.

### Коммория
Вела войны с Валузией.

### Туле
Известно как королевство «иссохших седобородых магов»

### Турания
Расположена южнее Зарфхаана. На юге граничит с Малыми княжествами. Традиционный враг Фарсуна.

### Фарсун
Расположена западнее Валузии. Традиционный враг Турании. Родина многих авантюристов — Фенара, Далгара и др.

### Малые княжества
Расположены к югу от Турании и к западу от Грондара.

## Варварские земли
В Турийскую эру насчитывалось три крупных варварских общества.

### Атлантида
Маленький континент на запад от Турии и к востоку от Островов Пиктов. Атланты имели колонию непосредственно в Турии. Атлантида — старый враг Семи Империй, на земли которых атланты устраивали набеги. Кроме того, атланты находились в многовековом конфликте с пиктами.
После катаклизма, завершившего Турийскую эру, произошло погружение Атлантиды в море. Оставшиеся в живых на континенте Турия атланты были отброшены в развитии далеко назад, но продолжили быть цивилизованными. Скоро они вступили в кровопролитную войну с выжившими пиктами и проиграли её. Оставшиеся в живых после войны были отброшены до уровня обезьян. Они в конечном счёте повторно развивились в людей, чтобы стать киммерийцами Хайборийской эры.
Атлантиду Турийской Эры, наряду с Валузией и змеелюдьми, упоминает Лавкрафт в рассказе «Скиталец тьмы».

### Лемурия
Лемурия — цепь больших островов к востоку от Турии.
После катаклизма, завершившего Турийскую эру, эти острова опустились в море. Выжившие лемурийцы убежали к восточному побережью континента Турии, но были порабощены неизвестной дочеловеческой расой. После тысячелетнего зверского рабства лемурийцы превратившись в дикарей, восстают против господ (оставшиеся в живых бывшие хозяева бегут на юг Турии, где становятся предками стигийцев).
Лемурийцы становятся гирканцами Хайборийской эры и создают страну Туран на побережье Моря Вилайет. Гирканцы играют ведущую роль в разрушении хайборийских цивилизаций после эпохи Конана во времена Рыжей Сони.
Лемурийские пираты нападали на Валузию.

### Острова Пиктов
Цепь островов далеко на запад от Турии и Атлантиды. Самыми крупными в архипелаге являлись острова Татель и Дуур-Жад. В ходе одного набега пиктами была основана колония в Турии. Пикты находились в многовековом конфликте с атлантами, но в хороших отношениях с Валузией.
После катаклизма Острова Пиктов поднялись, чтобы сформировать горы будущего Нового Света. Пикты островов стали предками американских индейцев. Пикты Турии были отброшены в развитии далеко назад. Но они продолжают быть цивилизованными. Они скоро вступают в кровопролитную войну с выжившими атлантами. Даже победа в этой войне не помогла пиктам — они стали дикими обитателями Пустошей пиктов на западе континента в Хайборийскую эру.

## Другие земли
Му
Земли, насёленные кочевниками. Горы Му после Катаклизма становятся островами Южных Морей.
Каалу
Земли, населённые кочевниками.

## Дочеловеческие королевства
Есть другие цивилизованные, но не человеческие королевства. На юге Турии вплоть до Катаклизма существовала таинственная предчеловеческая цивилизация. Она была основана змеелюдьми. Когда угнетатели лемурийцев были свергнуты, они бежали в эту область и, смешавшись со змеелюдьми, создали новую страну — Стигию.

## Гиперссылки
- Р. Говард. Хайборийская эра. Архивировано 2 апреля 2012 года.
- Сравнительная карта  Турийской, Хайборийской и современной эпох. Архивировано 2 апреля 2012 года.